# 295
295 (CCXCV) var ett normalår som började en tisdag i den julianska kalendern.

## Händelser

### Okänt datum
- Petra återuppgår i provinsen Palestina och omvänds till kristendomen av den syriske munken Barsauma.
- Tuoba Yi Tuo blir hövding över den kinesiska Tuobastammen.

## Födda
- Valerius Romulus, son till kejsar Maxentius